# Подград на Похорју
Подград на Похорју (словен. Podgrad na Pohorju) је насељено место у општини Словенска Бистрица, Подравска регија, Словенија.

## Историја
До територијалне реорганизације у Словенији био је у саставу старе општине Словенска Бистрица.

## Становништво
У попису становништва из 2011. године, Подград на Похорју је имао 70 становника.
| Број становника према пописима | Број становника према пописима | Број становника према пописима |
| ------------------------------ | ------------------------------ | ------------------------------ |
| 1991                           | 2002                           | 2011                           |
| 67                             | 74                             | 70                             |

Напомена: До 1998. исказивано под именом Подград.